# Домбровский, Август
Август Домбровский (Аугустс Домбровскис, латыш. Augusts Dombrovskis; 28 июля 1845, Рига — 13 ноября 1927, там же) — латвийский предприниматель и меценат.

## Биография
Родился 28 июля 1845 года в семье рыбака Яниса Кристиана и Юлии. Август был старшим из восьми детей, у него было четыре брата и три сестры. Обстоятельства жизни семьи впоследствии сделали Августа убеждённым трезвенником.
Самоучка. С подросткового возраста до 1883 года Августс Домбровскис работал в Яняварты на лесопилке у своего богатого дяди Екаба Домбровского, одного из первых латышских промышленников. В последующем решил открыть собственное дело; его первой успешной сделкой стал сплав крупной партии плотов в Милгравис.
Осенью 1888 года А. Домбровскис подал в правление Видземской губернии прошение в связи с открытием лесопилки в Вецмилгрависе. Лесопилка была создана в открытом поле, в начале нынешней улицы Мелдру. В 1900 году здесь работало уже 310 человек.
Стараясь создать достойный быт и сделать доступным культурный досуг для своих работников, Домбровскис предоставлял им на выгодных условиях земельные участки и материалы для строительства, но с обязательным условием, чтобы рабочие воздерживались от пьянства. Кроме того, на собственные средства открыл и содержал начальную школу и один из первых на территории нынешней Латвии детских садов (1900), пансионат для писателей и деятелей искусства (1907), прогимназию (1909). В 1904 году им было основано Общество по борьбе с пропагандой алкоголя «Зиемельблазма».
Был председателем Процедурной комиссии Рижского латышского общества.
Август Домбровскис также рассматривается как один из первых латышских мастеров скрипки. Изучая лучшие образцы инструментов, в сотрудничестве с крупнейшими скрипачами и мастерами скрипок он в течение жизни изготовил более 1200 струнных инструментов, преимущественно скрипок. В настоящее время в хранилище Музея истории Риги и мореходства находится комплект инструментов для скрипичного квартета его работы.
В 1869 году Августс Домбровскис вступил в брак с Карлиной Элизабетой Кронберг; в их семье росло трое сыновей и дочь, а также воспитывалась младшая сестрёнка Карлины.
Умер 13 ноября 1927 года в Риге, похоронен в парке общества «Зиемельблазма». Установлен надгробный памятник работы скульптора Густава Шкилтерса.